# Shania Twains diskografi
Den canadiske sangerinde Shania Twain har udgivet seks studiealbum, tre opsamlingsalbum, tre remixalbum, ét bokssæt, to livealbums, 44 singler, to promo-singler og lavet seks gæsteoptrædener. I 1992 skrev Twain kontrakt med Mercury Records Nashville i USA, og udgav hendes selvbetitlede debutalbum, Shania Twain, de efterfølgende år. Det blev en kommerciel fiasko, og toppede som nummer 67 på Billboards Top Country Albums chart, og der blev udgivet tre singler fra albummet, som også bliver kommercielle fiaskoer. Albummet fangede dog pladeproduceren Robert John "Mutt" Langes interesse. Han og Twain samarbejdede om hendes andet album, The Woman in Me, der udkom i 1995. The Woman in Me opnåede et lille salg men ledte dog til Twains kommercielle succes. Det toppede Top Country Albums og toppede som nummer 5 på den mainstream Billboard 200. Albummet blev certificeret 12×platin (diamant) af Recording Industry Association of America (RIAA) og solgte over 7,6 millioner eksemplarer ifølge Nielsen SoundScan. Derudover ledte albummet til succes i sangerindens fødeland, Canada, hvor det blev certificeret dobbelt diamant af Music Canada og blev det det bedst sælgende album af en kvindelig countrysangerinde - indtil Twain slog sin egen rekord med et senere album. Fra albummet kom otte singler, hvor fire af dem ("Any Man of Mine", "(If You're Not in It for Love) I'm Outta Here!", "You Win My Love" og "No One Needs to Know") toppede på den amerikanske Hot Country Singles & Tracks.
I 1997 fulgte Twains næste album, Come On Over, der toppede Top Country Albums i rekordlange 50 ikke-sammenhængende uger, og det havde stor popmæssig succes. Det toppede som nummer to på Billboard 200 og var i Top 10 i sammenlagt 53 uger, hvilket gjorde det til det countryalbum, der havde tilbragt længst tid i Top 10 på dette tidspunkt. Det blev certificeret 20×platin (dobbelt diamant) af RIAA og med 15,5 millioner solgte kopier, blev Come On Over et af det bedst sælgende albums i USA, og var tidligere det bedst sælgende bedst sælgende album i Nielsen SoundScan æraen; og det ligger nu bag Metallicas selvbetitlede album fra 1991. I Canada fik det lignende succes og blev certificeret dobbelt platin af Music Canada. I 1998 blev Come On Over udgivet internationalt, og det fik samme succes som i Nordamerika. Det blev et af de bedst sælgende albums i adskillige lande, inklusive Australien og Storbritannien. Det solgte sammenlagt 40 millioner eksemplarer på verdensplan. Derudover er albummet det bedst sælgende af en kvindelig kunstner i alle genre og bedst sælgende countryalbum nogensinde. Der blev udgivet i alt 12 singler fra albummet. Tre af disse ("Love Gets Me Every Time", "You're Still the One" og "Honey, I'm Home") toppede Hot Country Singles & Tracks. 10 sange kom ind i Top 10, hvilket gjorde albummet til det med flest sange fra én udgivelse på Hot Country Singles & Tracks. Adskillige sange opnåede også stor succes internationalt, særligt "You're Still the One", "From This Moment On", "That Don't Impress Me Much" og "Man! I Feel Like a Woman!", som alle blev certificeret platin fra Australian Recording Industry Association (ARIA).
I 2002, fem år efter den oprindelige udgivelse af Come On Over, udkom den som et dobbeltalbum med Up!. Udgivelsen blev Twains første og eneste nummer 1 album i USA, hvor den toppede Billboard 200 i fem sammenhængende uger. Up! solgte mere end 5,4 millioner eksemplarer, men blev certificeret 11×platin (diamant) af RIAA for for at være en multi-album udgivelse på over 100 minutter. Ikke desto mindre gjorde Twains tredje diamant-certificerede album hende til den eneste kunstner, der har haft tre albums i træk, der er blevet certificeret diamant fra RIAA. Ligesom de to foregående albums blev Up! certificeret dobbelt diamant i Canada. På trods af at opnå stor kommerciel succes, så formåede Up! ikke at kopiere forgængerens enorme succes. Der udkom otte singler, hvoraf "I'm Gonna Getcha Good!" blev sangerindens første nummer 1 hit i Canada. I 2004 udgav Twain et Greatest Hits-album, der blev certificeret 4×platin af RIAA og gav hitsinglen "Party for Two". Efter en 6 år lang pause udgav Twain promosinglen "Today Is Your Day" i 2011. I 2017 udkom Twains femte studiealbum, Now, der toppede hitlisterne i adskillige lande, heriblandt Canada og Australien.
Twains repertoire har solgt over 34 millioner albums i USA alene, hvilket gør hende til den bedst sælgende countrysangerinde. Derudover har hun med 48 millioner shippede albums rangeret som den 26. bedst sælgende kunstner i USA, hvor hun kæmper om pladsen med Kenny G. Hun er også anerkendt som en af de bedst sælgende musikere i verden, med over 85 millioner solgte albums, og hun er således den bedst sælgende kvindelige countrysangerinde i verden.

## Albums

### Studioalbums
| Titel                                                           | Albumdetaljer                                                                                                   | Højeste hitlisteplacering | Højeste hitlisteplacering | Højeste hitlisteplacering | Højeste hitlisteplacering | Højeste hitlisteplacering | Højeste hitlisteplacering | Højeste hitlisteplacering | Højeste hitlisteplacering | Højeste hitlisteplacering | Højeste hitlisteplacering | Højeste hitlisteplacering | Certificering |
| Titel                                                           | Albumdetaljer                                                                                                   | CAN                       | CAN Country               | AUS                       | GER                       | IRL                       | NLD                       | NOR                       | NZ                        | UK                        | US                        | US Country                | Certificering |
| --------------------------------------------------------------- | --- | ------------------------- | ------------------------- | ------------------------- | ------------------------- | ------------------------- | ------------------------- | ------------------------- | ------------------------- | ------------------------- | ------------------------- | ------------------------- | --- |
| Shania Twain                                                    | - Udgivet: 20. april, 1993 - Pladeselskab: Mercury Nashville - Format: CD, cassette, LP, digitalt download      | —                         | 28                        | —                         | —                         | —                         | —                         | 40                        | —                         | 113                       | —                         | 67                        | - MC: 2× Platin - BPI: Silver - RIAA: Platin |
| The Woman in Me                                                 | - Udgivet: 7. februar, 1995 - Pladeselskab: Mercury Nashville - Format: CD,kassettebånd,LP, digitalt download   | 6                         | 1                         | 17                        | 72                        | 60                        | 46                        | 5                         | 38                        | 7                         | 5                         | 1                         | - MC: 2× Diamant - ARIA: 3× Platin - BPI: Platin - RIAA: Diamant (12× Platin)                                                                                    |
| Come On Over                                                    | - Udgivet: 4. november, 1997 - Pladeselskab: Mercury Nashville - Format: CD,kassettebånd,LP, digitalt download  | 1                         | 1                         | 1                         | 8                         | 1                         | 1                         | 1                         | 1                         | 1                         | 2                         | 1                         | - MC: 2× Diamant - ARIA: 18× Platin - BPI: 11× Platin - BVMI: 3× Gold - IFPI NOR: 6× Platin - NVPI: 5× Platin - RIAA: 2× Diamant (20× Platin) - RMNZ: 21× Platin |
| Up!                                                             | - Udgivet: 19. november, 2002 - Pladeselskab: Mercury Nashville - Format: CD,kassettebånd,LP, digitalt download | 1                         | —                         | 1                         | 1                         | 3                         | 8                         | 2                         | 1                         | 4                         | 1                         | 1                         | - MC: 2× Diamant - ARIA: 2× Platin - BPI: 2× Platin - BVMI: 2× Platin - IFPI NOR: 3× Platin - NVPI: Gold - RMNZ: 2× Platin - RIAA: Diamant (11x Platinum)        |
| Now                                                             | - Udgivet: 29. september, 2017 - Pladeselskab: Mercury Nashville - Format: CD, LP, digitalt download            | 1                         | —                         | 1                         | 12                        | 4                         | 22                        | 21                        | 3                         | 1                         | 1                         | 1                         | |
| Queen of Me                                                     | - Udgivet: February 3, 2023 - Pladeselskab: Republic - Format: CD, LP, digital download                         | 2                         | 5                         | 13                        | 15                        | 53                        | —                         | —                         | 1                         | 10                        | 2                         |                           | |
| "—" angiver at den ikke blev udgivet eller ikke nåede hitlisten | |                           |                           |                           |                           |                           |                           |                           |                           |                           |                           |                           | |

### Opsamlingsalbum
| Titel                                                           | Albumdetaljer                                                                                              | Højeste hitlisteplacering | Højeste hitlisteplacering | Højeste hitlisteplacering | Højeste hitlisteplacering | Højeste hitlisteplacering | Højeste hitlisteplacering | Højeste hitlisteplacering | Højeste hitlisteplacering | Højeste hitlisteplacering | Højeste hitlisteplacering | Certificering                                                                                         |
| Titel                                                           | Albumdetaljer                                                                                              | CAN                       | AUS                       | GER                       | IRL                       | NLD                       | NOR                       | NZ                        | UK                        | US                        | US Country                | Certificering                                                                                         |
| --------------------------------------------------------------- | --- | ------------------------- | ------------------------- | ------------------------- | ------------------------- | ------------------------- | ------------------------- | ------------------------- | ------------------------- | ------------------------- | ------------------------- | --- |
| The Complete Limelight Sessions                                 | - Udgivet: 23. oktober, 2001 - Pladeselskab: Limelight Records - Format: CD                                | 93                        | —                         | —                         | —                         | 65                        | —                         | —                         | 62                        | —                         | 43                        | - BPI: Silver                                                                                         |
| Greatest Hits                                                   | - Udgivet: 8. november, 2004 - Pladeselskab: Mercury Nashville - Format: CD,kassettebånd,digitalt download | 1                         | 10                        | 3                         | 6                         | 14                        | 14                        | 10                        | 6                         | 2                         | 1                         | - MC: 6× Platin - ARIA: 3× Platin - BPI: 2× Platin - IRMA: 3× Platin - RIAA: 4× Platin - RMNZ: Platin |
| Not Just a Girl (The Highlights)                                | - Udgivet: July 26, 2022 - Pladeselskab: Mercury Nashville / UMe - Format: CD, digital download            | 49                        | —                         | —                         | —                         | —                         | —                         | 34                        | 48                        | 131                       | 15                        | - BPI: Sølv                                                                                           |
| "—" angiver at den ikke blev udgivet eller ikke nåede hitlisten | |                           |                           |                           |                           |                           |                           |                           |                           |                           |                           | |

### Livealbums
| Titel                                                           | Albumdetaljer                                                                                            | Højeste hitlisteplacering | Højeste hitlisteplacering | Højeste hitlisteplacering | Højeste hitlisteplacering | Højeste hitlisteplacering | Højeste hitlisteplacering | Højeste hitlisteplacering | Certifications                             |
| Titel                                                           | Albumdetaljer                                                                                            | CAN                       | AUS                       | NLD                       | NOR                       | NZ                        | US                        | US Country                | Certifications                             |
| --------------------------------------------------------------- | --- | ------------------------- | ------------------------- | ------------------------- | ------------------------- | ------------------------- | ------------------------- | ------------------------- | ------------------------------------------ |
| VH1 Divas Live                                                  | - Udgivet: 5. oktober, 1998 - Pladeselskab: Epic - Formats: CD, VHS, DVD, cassette                       | 12                        | 12                        | 7                         | 9                         | 10                        | 21                        | —                         | - ARIA: Platin - RIAA: Gold - RMNZ: Platin |
| Still the One: Live from Vegas                                  | - Udgivet: 3. marts, 2015 - Pladeselskab: Mercury Nashville - Formats: CD, CD/DVD, digitalt download, BD | 8                         | 78                        | —                         | —                         | —                         | 55                        | 2                         |                                            |
| "—" angiver at den ikke blev udgivet eller ikke nåede hitlisten | |                           |                           |                           |                           |                           |                           |                           |                                            |

## Singler

### Som primær kunstner
| "What Made You Say That"                                                                                                | 1993 | —  | 70 | —  | —  | —  | —  | —  | —  | —   | —  | 55 |                                                                                         | Shania Twain         |
| "Dance with the One That Brought You"                                                                                   | 1993 | —  | 77 | —  | —  | —  | —  | —  | —  | —   | —  | 55 |                                                                                         | Shania Twain         |
| "You Lay a Whole Lot of Love on Me"                                                                                     | 1993 | —  | —  | —  | —  | —  | —  | —  | —  | —   | —  | —  |                                                                                         | Shania Twain         |
| "Whose Bed Have Your Boots Been Under?"                                                                                 | 1995 | —  | 1  | —  | —  | —  | —  | —  | —  | —   | 31 | 11 | - RIAA: Gold                                                                            | The Woman in Me      |
| "Any Man of Mine" | 1995 | —  | 1  | —  | —  | —  | —  | —  | —  | 187 | 31 | 1  | - RIAA: Gold                                                                            | The Woman in Me      |
| "The Woman in Me (Needs the Man in You)"                                                                                | 1995 | —  | 1  | —  | —  | —  | —  | —  | —  | —   | 74 | 14 |                                                                                         | The Woman in Me      |
| "(If You're Not in It for Love) I'm Outta Here!"                                                                        | 1995 | —  | 1  | 5  | —  | —  | —  | —  | —  | —   | 74 | 1  | - ARIA: Platin                                                                          | The Woman in Me      |
| "You Win My Love" | 1996 | —  | 1  | 67 | —  | —  | —  | —  | —  | —   | —  | 1  |                                                                                         | The Woman in Me      |
| "No One Needs to Know"                                                                                                  | 1996 | —  | 1  | —  | —  | —  | —  | —  | —  | —   | —  | 1  |                                                                                         | The Woman in Me      |
| "Home Ain't Where His Heart Is (Anymore)"                                                                               | 1996 | —  | 7  | —  | —  | —  | —  | —  | —  | —   | —  | 28 |                                                                                         | The Woman in Me      |
| "God Bless the Child"                                                                                                   | 1996 | —  | 7  | —  | —  | —  | —  | —  | —  | —   | 75 | 48 |                                                                                         | The Woman in Me      |
| "Love Gets Me Every Time"                                                                                               | 1997 | —  | 1  | —  | —  | —  | —  | —  | —  | —   | 25 | 1  | - RIAA: Gold                                                                            | Come On Over         |
| "Don't Be Stupid (You Know I Love You)"                                                                                 | 1997 | —  | 1  | 32 | —  | 15 | 19 | —  | 42 | 5   | 40 | 6  |                                                                                         | Come On Over         |
| "You're Still the One"                                                                                                  | 1998 | 7  | 1  | 1  | 68 | 3  | 10 | —  | 9  | 10  | 2  | 1  | - ARIA: Platin - BPI: Gold - RIAA: 2× Platin                                            | Come On Over         |
| "From This Moment On"                                                                                                   | 1998 | 13 | 1  | 2  | —  | —  | 53 | —  | 7  | 9   | 4  | 6  | - ARIA: 2× Platin - BPI: Silver - RMNZ: Platin - RIAA: Gold                             | Come On Over         |
| "When" | 1998 | 14 | —  | —  | —  | —  | —  | —  | —  | 18  | —  | —  |                                                                                         | Come On Over         |
| "Honey, I'm Home" | 1998 | —  | 1  | —  | —  | —  | —  | —  | —  | —   | —  | 1  |                                                                                         | Come On Over         |
| "That Don't Impress Me Much"                                                                                            | 1998 | 5  | 2  | 2  | 8  | 1  | 2  | 1  | 1  | 3   | 7  | 8  | - ARIA: 2× Platin - BPI: Platin - BVMI: Gold - IFPI NOR: Gold - RMNZ: Gold - RIAA: Gold | Come On Over         |
| "Man! I Feel Like a Woman!"                                                                                             | 1999 | 18 | 2  | 4  | 33 | 8  | 10 | —  | 1  | 3   | 23 | 4  | - ARIA: Platin - BPI: Gold - RIAA: Platin - RMNZ: Platin                                | Come On Over         |
| "You've Got a Way" | 1999 | 17 | 1  | 28 | —  | —  | —  | —  | 17 | —   | 49 | 13 |                                                                                         | Come On Over         |
| "Come On Over" | 1999 | —  | 1  | —  | —  | —  | —  | —  | —  | —   | 58 | 6  |                                                                                         | Come On Over         |
| "Rock This Country!" | 2000 | —  | 3  | —  | —  | —  | —  | —  | —  | —   | —  | 30 |                                                                                         | Come On Over         |
| "I'm Holdin' On to Love (To Save My Life)"                                                                              | 2000 | —  | 4  | —  | —  | —  | —  | —  | —  | —   | —  | 17 |                                                                                         | Come On Over         |
| "I'm Gonna Getcha Good!"                                                                                                | 2002 | 1  | *  | 14 | 15 | 7  | 15 | 4  | 4  | 4   | 34 | 7  | - ARIA: Gold                                                                            | Up!                  |
| "Up!" | 2003 | 2  | *  | 29 | 42 | —  | —  | —  | 27 | 21  | 63 | 12 |                                                                                         | Up!                  |
| "Ka-Ching!" | 2003 | —  | *  | —  | 3  | 27 | 11 | 15 | —  | 8   | —  | —  | - BVMI: Gold                                                                            | Up!                  |
| "Forever and for Always"                                                                                                | 2003 | 5  | *  | 45 | 9  | 6  | 44 | —  | 17 | 6   | 20 | 4  | - RIAA: Gold                                                                            | Up!                  |
| "Thank You Baby! (For Makin' Someday Come So Soon)"                                                                     | 2003 | —  | *  | —  | 20 | 23 | 48 | —  | —  | 11  | —  | —  |                                                                                         | Up!                  |
| "She's Not Just a Pretty Face"                                                                                          | 2003 | —  | *  | —  | —  | —  | —  | —  | —  | —   | 56 | 9  |                                                                                         | Up!                  |
| "When You Kiss Me" | 2003 | —  | *  | 47 | 30 | 41 | —  | —  | —  | 21  | —  | 60 |                                                                                         | Up!                  |
| "It Only Hurts When I'm Breathing"                                                                                      | 2004 | 4  | *  | —  | —  | —  | —  | —  | —  | —   | 71 | 18 |                                                                                         | Up!                  |
| "Party for Two" (with Billy Currington or Mark McGrath)                                                                 | 2004 | 2  | *  | —  | 7  | 25 | 44 | 11 | —  | 10  | 58 | 7  | - RIAA: Gold                                                                            | Greatest Hits        |
| "Don't!" | 2005 | 10 | *  | —  | 58 | 48 | —  | —  | —  | 30  | —  | 24 |                                                                                         | Greatest Hits        |
| "I Ain't No Quitter" | 2005 | —  | *  | —  | —  | —  | —  | —  | —  | —   | —  | 45 |                                                                                         | Greatest Hits        |
| "Shoes" | 2005 | —  | *  | —  | —  | —  | —  | —  | —  | —   | —  | 29 |                                                                                         | Desperate Housewives |
| "Endless Love" (with Lionel Richie)                                                                                     | 2012 | —  | —  | —  | —  | —  | —  | —  | —  | —   | —  | —  |                                                                                         | Tuskegee             |
| "Life's About to Get Good"                                                                                              | 2017 | 70 | 26 | —  | —  | —  | —  | —  | —  | —   | —  | 33 |                                                                                         | Now                  |
| "Swingin' with My Eyes Closed"                                                                                          | 2017 | —  | —  | —  | —  | —  | —  | —  | —  | —   | —  | —  |                                                                                         | Now                  |
| "Who's Gonna Be Your Girl"                                                                                              | 2017 | —  | —  | —  | —  | —  | —  | —  | —  | —   | —  | —  |                                                                                         | Now                  |
| "We Got Something They Don't"                                                                                           | 2017 | —  | —  | —  | —  | —  | —  | —  | —  | —   | —  | —  |                                                                                         | Now                  |
| "Hole in the Bottle" (with Kelsea Ballerini)                                                                            | 2020 | —  | —  | —  | —  | —  | —  | —  | —  | —   | —  |    | Skabelon:Non-album single                                                               |                      |
| "Forever and Ever, Amen" (with Ronan Keating)                                                                           | 2021 | —  | —  | —  | —  | —  | —  | —  | —  | —   | —  |    | Twenty Twenty                                                                           |                      |
| "Waking Up Dreaming" | 2022 | 72 | —  | —  | —  | —  | —  | —  | —  | —   | —  |    | Queen of Me                                                                             |                      |
| "Giddy Up!" | 2023 | 70 | 43 | —  | —  | —  | —  | —  | —  | —   | —  |    | Queen of Me                                                                             |                      |
| "—" denotes items which were not released in that country or failed to chart. "*" denotes items which are unverifiable. |      |    |    |    |    |    |    |    |    |     |    |    |                                                                                         |                      |

### Promotional singler
| "Today Is Your Day"                                                           | 2011 | 14 | 18 | 66                               | 36 | Non-album single |
| "Poor Me"                                                                     | 2017 | —  | —  | —                                | —  | Now              |
| "We Got Something They Don't"                                                 | 2017 | —  | —  | —                                | —  | Now              |
| "Not Just a Girl"                                                             | 2022 | 32 | —  | Not Just a Girl (The Highlights) |    |                  |
| "Last Day of Summer"                                                          | 2022 | —  | —  | Queen of Me                      |    |                  |
| "—" denotes items which were not released in that country or failed to chart. |      |    |    |                                  |    |                  |

## Andre sange på hitlisterne
| Titel                                                           | Year | Højeste hitlisteplacering | Højeste hitlisteplacering | Højeste hitlisteplacering | Album                                           |
| Titel                                                           | Year | CAN                       | CAN Country               | US Country                | Album                                           |
| --------------------------------------------------------------- | ---- | ------------------------- | ------------------------- | ------------------------- | ----------------------------------------------- |
| "If It Don't Take Two"                                          | 1997 | —                         | 80                        | —                         | The Woman in Me                                 |
| "Coat of Many Colors" (with Alison Krauss & Union Station)      | 2003 | —                         | —                         | 57                        | Just Because I'm a Woman: Songs of Dolly Parton |
| "White Christmas" (with Michael Bublé)                          | 2011 | 86                        | —                         | —                         | Christmas                                       |
| "—" angiver at den ikke blev udgivet eller ikke nåede hitlisten |      |                           |                           |                           |                                                 |

## Andre optrædener
| Titel                          | Year | Notes |
| ------------------------------ | ---- | --- |
| "Amneris' Letter"              | 1999 | - Appeared in the concept album Elton John and Tim Rice's Aida (1999), designed by Elton John and Tim Rice.                                                          |
| "Coat of Many Colors"          | 2003 | - Cover version of the 1971 song by Dolly Parton recorded with Alison Krauss for the tribute album to Parton Just Because I'm a Woman: Songs of Dolly Parton (2003). |
| "Blue Eyes Crying In The Rain" | 2003 | - Liveduet med Willie Nelson på hendes livealbum Live and Kickin' (2003).                                                                                            |
| "You Needed Me"                | 2007 | - Cover version of the 1978 song by Anne Murray recorded with Murray for her duets album Anne Murray Duets: Friends & Legends (2007).                                |
| "White Christmas"              | 2011 | - Duet med Michael Bublé på hans julealbum Christmas (2011). |
| "You're Still the One"         | 2014 | - Duet med Paula Fernandes på hendes album Encontros pelo Caminho (2014).                                                                                            |